# Bertrana planada
Bertrana planada är en spindelart som beskrevs av Levi 1989. Bertrana planada ingår i släktet Bertrana och familjen hjulspindlar. Inga underarter finns listade.